# Microcebus gerpi
Microcebus gerpi är en art i släktet musmakier som förekommer på Madagaskar.
Arten är endast känd från ett mindre skogsområde på östra Madagaskar öster om Andasiba-Mantadia nationalpark. Den lever i ett kulligt landskap med upp till 230 meter höga toppar. Växtligheten utgörs av ursprunglig och återskapad regnskog.
Microcebus gerpi har ungefär samma storlek som en hamster och väger cirka 70 gram. Pälsfärgen är främst grå. Artepitet i det vetenskapliga namnet bildades av förkortningen för forskarlagets franska namn (Groupe d'Étude et de Recherche sur les Primates de Madagascar - GERP) som upptäckte djuret. Arten är antagligen närmast släkt med Microcebus jollyae som lever 250 km längre söderut.
Större delar av skogen omvandlas till jordbruksmark eller används för skogsbruk. Dessutom jagas individer för köttets skull. Hela utbredningsområdet är uppskattningsvis mindre än 25 km². IUCN listar Microcebus gerpi som akut hotad (CR).